# Pomacanthus paru
Pomacanthus paru — вид морських променоперих риб, чорний морський ангел, що належить до родини морських риб-ангелів (Pomacanthidae). Зустрічається в західній частині Атлантичного океану.

## Опис

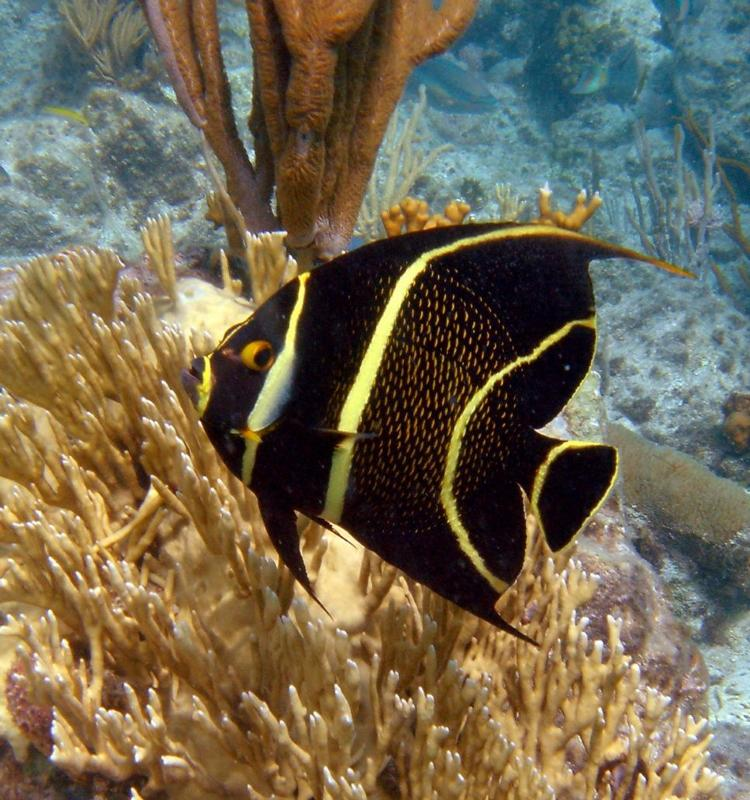
Молодняк

Ця риба має тіло, стиснене збоків, майже круглої форми. Голова з короткою мордою, що закінчується невеликим ротом, що містить численні щетиноподібні зуби. Спинний плавець містить 10 шипів і 29-31 м'яких променів, а анальний плавник містить 3 шипи і 22-24 м'яких променів. Максимальна загальна довжина цього виду становить 41,1 сантиметра (16,2 дюйм). Молоді особини майже повністю чорні, окрім п'яти вертикальних жовтих смуг: перша навколо рота і остання біля хвостового плавця, смуги на тілі вигнуті. Хвостовий плавець має жовті краї. Дорослі особини також переважно чорні, але більшість лусочок на тілі мають золотисто-жовтий край. У них білий рот і жовта очна ямка. Грудні плавці мають широку оранжево-жовту смугу, а спинний плавець має довге жовте ниткоподібне розширення, що виростає з його м'якопроменевої частини.

## Розповсюдження
Вид трапляється в західній Атлантиці від Нью-Йорка та Багамських островів до Бразилії, а також у Мексиканській затоці та Карибському морі, включаючи Антильські острови, Роатан та східну частину Атлантичного океану навколо острова Вознесіння та Скелі Святого Павла.

## Середовище існування та біологія
Мешкає на глибинах від 3 до 100 м. Він поширений на скелях і коралових рифах, де зазвичай зустрічається парами. Раціон включає губки, водорості, мохуватки, zoantharians, медузи і покривники. Ці пари є надзвичайно територіальними і, як правило, обоє енергійно захищають свою територію від сусідів. Молодняк діє як чистильщик, створюючи очисні станції, де видаляють ектопаразитів та чистять широкий спектр інших видів риб: ставридові, окуні, мурени, Acanthuridae і губаневі. Коли вони намагаються запросити рибу до очисної станції, молодняк, торкається тазових плавців риби. Вдень можна бачити цих риб, але вночі вони шукають притулку у схованці, куди повертаються щоночі. Вони можуть видавати стукіт при тривозі.
Пара зазвичай плаває на невеликій відстані над рифом. Немає явних проявів залицяння або явного статевого диморфізму. Цей вид є гермафродитом, самка може змінити стать, щоб стати самцем, якщо немає самця.

## Використання
Вид поширений в акваріумній торгівлі, зборі та експорті на ринки США та Європи, що є звичайним явищем у Бразилії. Його вивели в неволі.
Вживають у їжу, його м'ясо вважається надзвичайно смачною, хоча повідомляється, що воно є джерелом отруєння у людей.